# Lady Dorothy Browne e Sir Thomas Browne
Lady Dorothy Browne e Sir Thomas Browne è un dipinto a olio su tavola attribuito all'artista inglese Joan Carlile, e completato probabilmente tra il 1641 e il 1650. Il dipinto raffigura il medico inglese Thomas Browne e sua moglie Dorothy.

## Soggetti
Sir Thomas Browne (1605–1682), figlio di Thomas Browne, un mercante di sete di Upton (Cheshire), e di Anne Browne, figlia di Paul Garraway del Sussex, nacque nella parrocchia di St Michael (Cheapside), a Londra il 19 ottobre 1605. Suo padre morì mentre era ancora giovane e fu mandato a scuola al Winchester College. Nel 1623 Browne andò all'Università di Oxford. Si laureò al Pembroke College (Oxford) nel 1626, dopodiché studiò medicina nelle università di Padova e Montpellier, completando i suoi studi a Leida, dove ricevette una laurea in medicina nel 1633. Si stabilì a Norwich nel 1637 e vi praticò medicina fino alla morte nel 1682. Fu celebre per le opere letterarie  Religio Medici (La Religione di un Medico) e Hydriotaphia, Urn Burial (Hydriotaphia, Sepoltura delle Urne). Sua moglie, Lady Browne (nata Dorothy Mileham, 1621–1685), veniva da una famiglia terriera della città di Burlingham St Peter nel Norfolk. Fu descritta dall'amico di famiglia John Whitefoot come "una signora di proporzioni così simmetriche rispetto al suo degno marito, sia nelle grazie del corpo che della mente, che sembravano essere uniti da una specie di magnetismo naturale". La coppia si sposò nel 1641.

## Descrizione
I due Brownes sono ritratti con stili contrastanti. Lady Browne, con indosso due spille e un copricapo, sta guardando direttamente lo spettatore con un'espressione piacevole. Sir Thomas, d'altro canto, sembra guardare in lontananza. È vestito di nero con un colletto bianco. Il professore statunitense Reid Barbour ha paragonato la coppia ai poemi pastorali di John Milton, con Lady Browne che rappresenta il tempo in levare L'Allegro mentre Sir Thomas è il serio Il Penseroso. Barbour nondimeno descrisse che i due si completavano tra loro. There are no books or symbols visible in the painting.
Il dipinto ha una dimensione di 184x229 mm, ed è nella collezione permanente della National Portrait Gallery (Londra) dal 1924 sotto il numero di catalogo NPG 2062.